# 단기 비이양식 투표 제도
단기 비이양식 투표 제도(單記非移讓式投票制度, 영어: Single Non-Transferable Vote, SNTV) 또는 단순 단기명 투표 제도(單純單記名投票制度)란 선거권자가 후보자 중 1명에게만 투표하고, 가장 많은 득표를 한 후보자 순으로 해당 선거구에 배정된 당선자 수만큼 당선되는 투표 방식이다. '비이양식'이란 단기 이양식 투표 제도에 대응하는 개념으로, 투표용지에 1명의 후보자에게만 기표하고 그 밖의 다른 후보자에 대한 선호의 순위는 표시하지 않는다는 뜻이다.

## 방식과 특징

### 단기 비이양식 투표 제도의 예
어느 선거구에 3개의 의석이 배정되었다고 가정해 보자. 이 선거구에 갑당에서 2명, 을당에서 2명, 병당에서 1명의 후보자가 각각 출마했고, 선거 결과는 다음과 같았다.
| 득표수 | 후보 | 정당 |
| ------ | ---- | ---- |
| 819    | 병1  | C당  |
| 1804   | 갑1  | A당  |
| 1996   | 을1  | B당  |
| 1999   | 을2  | B당  |
| 2718   | 갑2  | A당  |

여기서 득표수가 가장 많은 갑2, 을2, 을1 후보가 당선된다.
하지만 이 결과를 정당별로 집계하면 다음과 같다.
| 정당 | 득표수 | 득표율 | 의석수 |
| ---- | ------ | ------ | ------ |
| A당  | 4522   | 49%    | 1      |
| B당  | 3995   | 42%    | 2      |
| C당  | 819    | 9%     | 0      |

A당은 B당보다 많은 수의 표를 획득하였으나, 후보자간의 비효율적인 표의 편향이 생김으로써 획득 의석수는 오히려 적어지게 된다. 만약 A당이나 b당이 3개의 의석을 독점하기 위해 3명의 후보자를 세워서 한층 더 득표가 편향될 경우, 오히려 C당이 의석을 획득할 가능성이 높아지게 된다.

### 비례대표
G.Cox에 의하면 단기 비이양식 투표방식은 유권자의 지지에 관한 정보를 각 정당이 상당히 정확히 파악하여 유권자의 지지 정도에 따라 후보자를 내세울경우 이론적으로는 비례대표제(동트식)과 같은 결과가 나온다.또한 의석수를 M이라 가정할 경우 후보자 a는 득표수의 {\displaystyle {\tfrac {1}{M+1}}}이상을 획득하면 당선이 보장된다. 왜냐하면 득표수로 상위 (M+1)번째 이후의 후보자는 후보자 a보다 많은 표를 획득할 수 없기 때문이다.
하지만 각 정당이 자신의 역량에 비례해서 당선자를 내는 것은 상당히 어렵다. 왜냐하면 자신과 타 정당의 역량, 타 정당의 후보자 수의 동향을 정확히 판단하여 자신이 내세울 후보자 수를 결정하지 않으면 안되기 때문이다. 예를 들어 내세울 후보자 수가 많을 경우, 지지자의 표가 분산되어 각 후보자의 득표수가 타 정당의 후보자의 득표수를 밑돌 수 있기 때문에 결과적으로는 한명의 당선자도 내지 못할 위험성이 있다. 반대로 내세울 후보자 수가 적으면 후보자가 과도하게 득표하게 얻은 표는 넓은 의미에서 사표와 같기에, 자신의 지지에 비례한 의석수를 확보할 수가 없어지기 때문이다. 게다가 예를 들어 정확한 수의 후보자를 내세웠다할지라도 자신의 지지자가 투표하는 표를 후보자간에 편향없이 분산시키지 못한다면 정당 단위의 득표수에 비해 획득 의석수가 줄어들 가능성또한 있다.(상기 예의 A당)
또한 단기 비이양식 선거 제도는 선거구의 크기(의석수)가 클수록 보다 비례적인 선거결과를 가져오게된다.

### 전략적 투표와의 친화성
단기 비이양식 투표는 유권자의 전략적 투표를 촉진시킬 가능성이 크다. 선거결과의 추측이 가능하며 합리적인 투표행동을 선택하는 유권자라면 자신의 한 표가 사표가 되는 것을 피하기 위해서, (자신이 가장 선호하는 후보자가 아닌) 당락선상에 있는 차선의 후보에게 투표하게 된다. 따라서 이러한 조건 하에서는 특정 후보자가 극단적으로 압승하는 경우는 없다. 이는 정당이 타 정당의 후보자로부터 표를 빼앗기 위해서 그 대립후보와 비슷한 후보자를 내세울 가능성을 시사한다.
또한 선거예측보도등에서 일단 "당락선보다 낮은 득표수밖에 획득할 수 없다"고 많은 유권자로부터 판단을 받은 후보자는 당락선상의 후보자에게 표를 빼앗겨 득표율이 한층 더 내려간다는 악순환에 빠지게 된다. 입후보 시점에서 충분한 득표수 전망을 유권자에게 어필할 수 없는 후보자는 입후보 순간부터 악순환에 빠지면서 단순히 낙선확정이 되는 것만으로 끝나지 않고 득표율이 0%가까이까지 떨어져서 공탁금또한 회수할 수 없게 된다(거품후보). 반대로 말하면 유권자의 선택지는 공시 시점에서 사실상 제한되어있으며, 피선거권을 가진 사람이 그 권리를 실질적으로 행사하기 위해서는 유력한 집표조직으로부터의 공인, 혹은 그를 대체할만한 지명도가 필요해지게 된다. 이와같이 의석수가 M인 선거구에서는 거품후보로 전락하지 않고 선거전을 해낼 수 있는 후보자는 (M+1)명으로 제한되기 때문에 이 선거구에서 출마하는 후보자 수 또한 점점 (M+1)명에 수렴하게 된다.(뒤베르제의 법칙)
- 당선자의 득표율은 전원에게 당락선의 간신히 걸칠 정도의 득표율로 동등해지도록 수렴한다.(당락선을 넘은 득표는 사표가 되기 때문에, 당락선상의 후보자에게 빼앗기게 된다.)
- 결점 이외의 낙선자는 득표율이 0%로 수렴한다.

### 후원회, 당내 파벌, 이익유도
단기 비이양식 투표 방식의 대선거구제 선거에 출마하는 후보자는 타 정당의 대립후보뿐만 아니라 경우에 따라서는 자신과 같은 정당의 후보자와도 경쟁하지 않으면 안된다. 정당에게 있어서는 자신이 내세운 후보자를 전원 당선시키고 싶다고 생각하지만 지지자로부터의 표는 후보자간의 균등하게 배분되는 것은 상당히 고도로 조직화된 정당이 아닌이상 곤란하다.
J.Mark Ramseyer와 Frances Rosenbluth는 일본의 중선거구제에 대해서 분석하여, 단기 비이양식 투표방식의 선거제도가 (1)자신의 후원회 조직의 육성과 자신의 선거구민에 대한 편익 제공, (2)파벌에의 귀속, (3)자신의 선거구에 이익유도를 통한 동일 정당 대립후보와의 표 분할과 같은 현상을 불러온다고 주장하였다.

## 다른 나라/지역의 채용 예

### 현재 채용중
- 아프가니스탄 - 인민의회
- 인도네시아 - 지방대표의회
- 중화민국 - 입법원

한때 입법원과 지방의회의 의원이 단기 비이양식으로 선출되었으나, 입법원에 대해서는 제 7회 중화민국 입법위원선거(2008년 1월)부터 소선거구비례대표병립제가 채용되었다. 현재는 원주민 의석에 대해서 단기식 대선거구제가 채용되어있다.
- 투발루
- 통가 - 입법의회
- 일본 - 참의원, 지방의회

한때 중의원 선거(중선거구제), 참의원선거(전국구제)에서 단기 비이양식이 채용되었다. 현재에서도 참의원 선거구, 도도부현 의회, 시구정촌 의회(1인 선거구 제외)에서 사용되고 있다. 정치 이외에 있어서 일본스모협회의 이사 선거에서도 대선거구 단기제가 사용되고있다.
- 바누아투
- 베트남

### 과거에 채용
- 대한민국

제4공화국과 제5공화국 시대의 국회의원 선거에서 채용되었다. 선거구 정수는 2명.
- 태국 - 상원

## 같이 보기
- 선거제도
- 단기 이양식 투표 제도
- 소선거구제
- 대선거구제
- 비례대표제
- 결선투표제
- 전략투표
- 뒤베르제의 법칙